# Тошев, Мартин
Мартин Тошев (болг. Мартин Тошев; род. 15 августа 1990, София) — болгарский футболист, нападающий.

## Клубная карьера
Тошев является воспитанником софийского ЦСКА. В январе 2008 он перебрался в Германию, где тренировался в молодёжной академии футбольного клуба «Кёльн». После шести месяцев там он вернулся в Болгарию и подписал свой первый профессиональный контракт с ЦСКА на три года. 6 декабря 2008 Тошев забил свои первые голы за «армейцев», таким образом поспособствовав крупной победе своей команды над ботевградским «Балканом» в рамках 1/8 Кубка Болгарии.
Тошев перешёл в «Черноморец» из города Бургас после окончания сезона 2008/09. 12 июля он подписал контракт на четыре года с этим клубом. 17 августа 2009 Тошев дебютировал в составе команды, выйдя на замену в победном матче против «Локомотива» из Пловдива. 21 августа 2009 он записал на свой счёт голевую передачу в матче против «Берое». 12 сентября 2009 Тошев открыл счёт своим голам за «Черноморец», забив в ворота «Локомотива» из Мездры. В последнем своём матче за «Черноморец», который состоялся 11 апреля 2011 года, Тошев получил серьёзную травму. Немногим позже он покинул команду.
В марте 2012 Тошев подписал контракт с софийской «Славией», однако сыграл за неё всего 9 матчей и не забил ни одного гола. После этого Мартин перебрался в ПФГ «Б», где сначала выступал за «Септември», а затем перешёл в «Пирин» из Благоевграда. На данный момент Тошев вернулся в Германию и является игроком «Эрцгебирге».

## Карьера в сборной
Тошев был заигран за молодёжную сборную Болгарии.

## Достижения
ЦСКА (София)
- Обладатель Суперкубка Болгарии: 2008

## Статистика
| Выступление         | Выступление      | Выступление      | Лига | Лига | Кубок страны | Кубок страны | Итого | Итого |
| Клуб                | Лига             | Сезон            | Игры | Голы | Игры         | Голы         | Игры  | Голы  |
| ------------------- | ---------------- | ---------------- | ---- | ---- | ------------ | ------------ | ----- | ----- |
| ЦСКА (София)        | ПФГ «А»          | 2008/09          | 14   | 0    | 3            | 2            | 17    | 2     |
| ЦСКА (София)        | Итого            | Итого            | 14   | 0    | 3            | 2            | 17    | 2     |
| Черноморец (Бургас) | ПФГ «А»          | 2009/10          | 23   | 2    | 1            | 0            | 24    | 2     |
| Черноморец (Бургас) | ПФГ «А»          | 2010/11          | 15   | 0    | 3            | 0            | 18    | 0     |
| Черноморец (Бургас) | Итого            | Итого            | 38   | 2    | 4            | 0            | 42    | 2     |
| Славия (София)      | ПФГ «А»          | 2011/12          | 9    | 0    | 0            | 0            | 9     | 0     |
| Славия (София)      | Итого            | Итого            | 9    | 0    | 0            | 0            | 9     | 0     |
| Всего за карьеру    | Всего за карьеру | Всего за карьеру | 61   | 2    | 7            | 2            | 68    | 4     |